# XVI век до н. э.
XVI (шестна́дцатый) век до на́шей э́ры по пролептическому юлианскому календарю — век с 1 января 1600 года до н. э. по 31 декабря 1501 года до н. э. Это 5-й век 2-го тысячелетия до н. э. Ему предшествовал XVII век до н. э., за ним следовал XV век до н. э. Закончился 3525 лет назад.

## Правители

### Древний Египет
- XV династия Великие гиксосы: Хиан, Апопи I, Апопи II, Хамуди.
- XVI династия Малые гиксосы: Якбаал, Нубанхер, Анатхер, Хаусер.
- XVII династия (в Фивах): Сенусерт V, Себекемсаф III, Иниотеф VI, Иниотеф VII, Таа I, Таа II, Камос.
- XVIII династия: Яхмос I, Аменхотеп I, Тутмос I.

### Ближний Восток
- Цари Ассирии Эришум III, Шамши-Адад II, Ишме-Даган II, Шамши-Адад III, Ашшур-нирари I, Пузур-Ашшур III.
- Цари Вавилона Агум II, далее неизвестно, Бурна-Буриаш I.
- Цари Страны Моря Гулькишар (уп. 1594), Пешгаль-дарамаш, Адара-каламма.
- Цари Элама Тата, Аттамерралки, Палаишшан, Кук-Кирваш, Кук-Наххунте, Кутер-Наххунте II.
- Цари хеттов Мурсили I, Хантили I, Цитанта I, Аммуна, Хуцция I, Телепину.
- Цари Ямхада Ярим-Лим III, Абба-Эль II, Илимилимма I, Идри-Ми.

### Древний Китай
- Цари Шан: Чэн Тан, Вай Бин, Чжун Жэнь, Тай Цзя, Во Дин, Тай Гэн.

## События

### Древний Египет
- 1556—1550 годы до н. э. (1576—1570) — фараон XVII династии Камос. Поход на север и крупные победы над гиксосами. Храмовые комплексы в Карнаке и Луксоре.
- 1550—1292 годы до н. э. — XVIII династия в Египте.
- 1550—1525 годы до н. э. (1570—1546) — фараон Яхмос I, брат Камоса, основатель XVIII династии.
- 1547 (1567) — после осады и нескольких битв на воде и суше Яхмос берёт Аварис; изгнание гиксосов из Египта.
- около 1542 года до н. э. — взятие египтянами после трёхлетней осады крепости Шаррукен в Южной Палестине.
- 1540 — окончательная победа Яхмоса над гиксосами и объединение Египта.
- 1540—1069 годы до н. э. (около 1570—1050 годов до н. э.) — Новое царство в Египте.
- 1530-е годы — поход Яхмоса в Эфиопию. Присоединение Северной Эфиопии. На юге поднимается мятеж, но Яхмос остаётся победителем в речной битве. Подавление мятежа. Подавление второго мятежа.
- 1525—1504 годы до н. э. (1551—1524) — фараон Аменхотеп I. Выделение Северной Эфиопии в наместничество.
- 1504—1492 годы до н. э. (1524—1518) — фараон Тутмос I (Джехутимес), брат жены Аменхотепа I. На юге продвигает границу за третьи пороги. Поход через Палестину и Сирию к Евфрату. Победа над войсками Митанни. Начало перестройки Карнакского храма в Фивах. Первый фараон, похороненный в Долине Царей.

### Ближний Восток
- около 1600 года до н. э. — взятие хеттским царём Мурсили I Халпы, являвшейся опорным пунктом гиксосов.
- 1595 год до н. э. — взятие хеттским царём Мурсили I Вавилона.
- около 1590 года до н. э. — гибель Мурсили I в результате дворцового заговора; начало дворцовых смут.
- около 1570 года до н. э. (1518 года до н. э.) — завоевание касситского правителя Агума II Вавилонии. Основание 3-й вавилонской династии.
- около 1525—1500 годов до н. э. — царь хеттов Телепину. Принятие закона о престолонаследии.
- середина 2-го тысячелетия — столицей Ассирии становится Ашшур.
- середина 2-го тысячелетия — древнейшие финикийские надписи алфавитным письмом.
- 1600—1490 годы до н. э. — древнее царство хеттов со столицей в Хаттусе.
- середина 2-го тысячелетия — гегемоном на севере Финикии является Угарит, а в центре — Тир.
- XVI век — в хеттских клинописных текстах появляются первые упоминания о древнем армянском государстве — Хайаса.

### Другие регионы
- около 1600—1200 годы до н. э. — культура Куикайнен (Финляндия) каменного века.
- с 1600 года до н. э. — позднеминойский и позднеэлладский периоды. Расцвет бронзового века.
- около 1600 года до н. э. — греческие воины начинают использовать защитное вооружение в бою.
- около 1600 года до н. э. — развитие и усиление Микен.
- середина 2-го тысячелетия — сооружение стен Микен.
- середина 2-го тысячелетия — основание микенцами колонии Тарант в Южной Италии.
- около 1550 года до н. э. — новое разрушение Кносса.
- XVI век — наибольший расцвет Крита.
- XVI век — первые поселения на месте современных Афин.
- середина 2-го тысячелетия — расцвет бронзового века в среднем течении Дуная, на Днестре и в Среднем Приднепровье. Сложение комаровской и лужицкой культур в Центральной Европе. Расцвет культуры террамар на Дунае и в Северной Италии.
- середина 2-го тысячелетия — вторжение арийских племён из Центральной Азии на Иранское плато.
- середина 2-го тысячелетия — распространение андроновской культуры в Средней Азии.
- XVIII—XIII века до н. э. — Глазковская культура в Прибайкалье.
- в Китае:
  - середина 2-го тысячелетия — древнейшая иероглифическая письменность в Китае.
  - низвержение династии Ся (полулегендарная) и установление власти Шан-Инь.
  - бегство Шун Вэя в степи.

## Важные персоны
- Яхмос I — фараон Египта
- Аменхотеп I — фараон Египта